# Netze des Bundes
Die Netze des Bundes (kurz NdB) sind eine hochverfügbare Netzwerkinfrastruktur, die von Bundesbehörden in Deutschland für den sicheren Datenaustausch genutzt wird. Seit dem 1. Januar 2019 ist die Bundesanstalt für den Digitalfunk der Behörden und Organisationen mit Sicherheitsaufgaben (BDBOS) für den Betrieb der NdB verantwortlich. Für den Netzbetrieb greift die BDBOS dabei auch auf ihr Tochterunternehmen ALDB GmbH zurück. Zusammen mit den IT-Dienstleistungen der angeschlossenen Behörden auf Bundes-, Länder- und Kommunalebene sollen die Netze des Bundes zukünftig den Informationsverbund der öffentlichen Verwaltung (IVÖV) für Bürger, Unternehmen und internationale Partner bilden.

## Nutzer
Das Weitverkehrsnetz der Bundesverwaltung kann von allen Institutionen und Behörden des Bundes genutzt werden. Mehr als 200 Nutzer sind derzeit an die Netze des Bundes angeschlossen und haben Zugang zu vielen verschiedenen Fachverfahren sowie mehr als 50 verschiedenen NdB-Diensten, wie etwa E-Mail-Verkehr, Videokonferenzen etc. Kontinuierlich kommen neue Nutzer hinzu.

## Technische Grundlage
Die technische Basis der Netze des Bundes ist das Kerntransportnetz des Bundes (KTN-Bund). Es ist von der Technik öffentlicher oder kommerziell betriebener Netze unabhängig. Seine Infrastruktur umfasst über 9.600 km Glasfaserpaare. Diese stehen exklusiv für die Netze des Bundes und den Digitalfunk BOS bereit. Sie werden durch die Bundesanstalt für den Digitalfunk der Behörden und Organisationen mit Sicherheitsaufgaben betrieben, wodurch eine Unabhängigkeit von kommerziellen Dienstleistern erreicht werden soll. Das KTN-Bund ist redundant angelegt, sodass bei einer Störung oder Problemen auf dem Übertragungsweg immer sofort ein weiterer, alternativer Weg für die Übermittlung der Daten bereitsteht.

## Weiterentwicklung zum IVÖV
Ziel ist es, dass die Infrastruktur der Netze des Bundes in Zukunft als Verbindungsplattform für alle Weitverkehrsnetze der Verwaltung dient. Als gemeinsame Basis für die ebenenübergreifende sichere Kommunikation zwischen Bundes-, Länder- und kommunalen IT-Netzen sollen die Netze des Bundes künftig mittels der neuen Plattform Informationsverbund der öffentlichen Verwaltung (IVÖV), die vollständige Vernetzung der öffentlichen Verwaltung ermöglichen. Die umfassende Vernetzung ist ein wichtiger Meilenstein auf dem Weg hin zu einer noch effizienteren und hochmodernen öffentlichen Verwaltung.
Die Schaffung eines Informationsverbunds der öffentlichen Verwaltung – kurz: IVÖV – ist Ziel der Netzstrategie 2030. Sie wurde auf Ebene des Bundes im Rahmen der Konferenz der IT-Beauftragten als Ziel für die langfristige Weiterentwicklung der IT-Netzinfrastrukturen der öffentlichen Verwaltung beschlossen.

## Geschichte
In der Bundesverwaltung existieren insgesamt ca. 40 Weitverkehrsnetze, zum Beispiel für das Auswärtige Amt, die Bundesfinanzverwaltung und das Bundesministerium der Verteidigung, aber auch für Institutionen wie den Deutschen Wetterdienst, die Bundesagentur für Arbeit oder die Deutsche Rentenversicherung.
Eines der wichtigsten Weitverkehrsnetze war der Informationsverbund Berlin-Bonn (IVBB). Er ist aufgrund des Umzugs des Deutschen Bundestages sowie der Bundesregierung nach Berlin entstanden und diente dazu, die arbeitsteiligen Regierungsfunktionen zwischen Berlin und Bonn zu unterstützen. Dabei war er, bis zur Ablösung durch die Netze des Bundes (NdB) im Juni 2019, insbesondere für Bundesbehörden mit Dienstsitzen an mehreren Standorten von essentieller Bedeutung.
In Ergänzung des IVBB entstand der Informationsverbund der Bundesverwaltung (IVBV), an den entfernte Bundesbehörden sowie Behörden mit geringeren Sicherheitsbedürfnissen angebunden wurden.
Zusätzlich wird das Bund-Länder-Kommunen-Verbindungsnetz betrieben (früher DOI, Deutschland-Online-Infrastruktur), das die Netze des Bundes mit den Ländern und Kommunen verbindet. Mit dem IVBB, dem IVBV und dem DOI wurden im ersten Schritt die drei wichtigsten und größten Netzwerke der Bundesverwaltung auf die gemeinsame Basis der Netze des Bundes migriert.